# Ogli G
Oglizán András, művésznevén Ogli G (Budapest, 1975. június 21. –) magyar rapper, a gengszter rap irányzat művelője, a pesti éjszakai élet ismert alakja.

## Pályafutása
1999-ben Kicsi Tysonnal közösen ő alapította a TKO-t, egy gangsta rap csapatot. Producere Dopeman, aki a La Maffia Productions vezetőjeként több fiatal rappernek is segített megjelentetni a lemezét. Első klipjük "Mesél az alvilág" címen jelent meg és ezzel komoly sikereket értek el. Egy bűnszervezet tagjaként a Népstadion buszállomáson kényszerített ki védelmi pénzeket a főként Erdélybe közlekedő buszokat üzemeltető vállalkozóktól, 2001. január 15-én zsarolásért és testi sértésért előzetes letartóztatásba helyezték. 27 hónapot töltött a Fővárosi Büntetés-végrehajtási Intézet Venyige utcai fogházában. A börtönbüntetés alatt a TKO megszűnt. Szabadulása után Ogli G bejelentette, hogy felhagy a bűnöző életmóddal és zenészként próbál megélni. Barátjával, Big Moneyval megalapították az OMP-t és kiadták első kislemezét Egyenesen a férfiházból címmel. Később megjelent első a nagylemeze, a High Rollers, aminek címadó dalából külföldön is játszott klip készült. Ezen a lemezen szerepelt Yankee, a magyar származású amerikai rapper is. Legújabb lemeze az Ez a város, amely 2015-ben jelent meg. 2019-ben az X-faktor című tehetségkutatóban vett részt.

## Albumai
| Év   | Album címe                              |
| 1999 | Mesél az Alvilág (TKO)                  |
| 2004 | Egyenesen a férfiházból (OMP, kislemez) |
| 2005 | High Rollers (saját album)              |
| 2007 | Full Gizda (saját album)                |
| 2015 | Ez a város                              |

## Érdekességek
Életének 41. évében, 2016. április 29-én fejezte be középiskolai tanulmányait a budapesti Jerikó Humán Gimnáziumban. Ballagása a Szent István-bazilikában volt.